# ペーミオス
ペーミオス（古希: Φήμιος, Phēmios）は、ギリシア神話の人物で、イタケーの楽人である。長母音を省略してペミオスとも表記される。オデュッセウスが帰国しない間、ペーネロペーの求婚者たちはペーミオスを無理やりオデュッセウスの館に連れて行き、詩を歌わせた。
『オデュッセイア』1巻では、ペーミオスがトロイアーからギリシア軍が帰国する物語を歌ったためにペーネロペーは涙を流した。オデュッセウスが求婚者たちを誅殺したときには、ペーミオスはゼウスの祭壇に逃げるか、オデュッセウスに命乞いをするか迷ったすえに、竪琴を床に置いてオデュッセウスにすがりつき、求婚者たちに無理やり連れて来られたと言って弁解し、命乞いをした。そこでテーレマコスはメドーンとともにペーミオスを弁護し、ともに許された。